# Astacilla axeli
Astacilla axeli är en kräftdjursart som beskrevs av José Castelló 1992. Astacilla axeli ingår i släktet Astacilla och familjen Arcturidae. Inga underarter finns listade i Catalogue of Life.